# 三门峡市天鹅湖城市湿地公园
34°47′06″N 111°08′38″E / 34.78498°N 111.14389°E
三门峡市天鹅湖城市湿地公园，是一个位于中华人民共和国河南省三门峡市境内的一个4A级景区公园。地点在河南省三门峡市陕州区310国道。

## 特点
因为湿地公园内生态环境良好，每年都会吸引从北方过来越冬的白天鹅到此栖息。因此让三门峡有了天鹅之城的美誉。2011年，三门峡市被国家野生动物保护协会授予“中国大天鹅之乡”荣誉称号。2011年1月21日，景区被全国旅游景区质量等级评定委员会授予“国家AAAA级旅游景区”。2012年5月16日，AAAA级旅游景区授牌仪式举行。时任三门峡市市委副书记、市长杨树平，市人大常委会副主任李宝鸿，市政协副主席高从民，市政府秘书长李宝洲等出席授牌及揭牌仪式。该公园由此成为三门峡继虢国博物馆、豫西大峡谷、函谷关历史文化旅游区之后的第4个国家AAAA级旅游景区。总面积约590公顷（陆地面积约410公顷、水域面积约180公顷）。